# Стовпівська сільська рада (Чуднівський район)
Стовпівська сільська рада — колишня адміністративно-територіальна одиниця та орган місцевого самоврядування у Любарському і Чуднівському районах Житомирської і Бердичівської округ, Вінницької й Житомирської областей Української РСР та України з адміністративним центром у с. Стовпів.

## Населені пункти
Сільській раді були підпорядковані населені пункти:
- с. Стовпів
- с. Дреники

## Населення
Кількість населення ради станом на 1923 рік становила 2 212 осіб, кількість дворів — 471.
Відповідно до перепису населення СРСР, станом на 17 грудня 1926 року, чисельність населення ради становила 2 177 осіб, з них за статтю: чоловіків — 1 038, жінок — 1 139, етнічний склад: українців — 2 110, поляків — 67. Кількість господарств — 486, з них несільського типу — 1.
Станом на 5 грудня 2001 року, відповідно до перепису населення України, кількість мешканців сільської ради становила 893 особи.

## Склад ради
Рада складалася з 12 депутатів та голови.

### Керівний склад сільської ради
| ПІБ                        | Основні відомості                                                         | Дата обрання | Дата звільнення |
| -------------------------- | ------------------------------------------------------------------------- | ------------ | --------------- |
| Кулініч Віра Іванівна      | Сільський голова, 1952 року народження, освіта                            | 26.03.2006   | 31.10.2010      |
| Забродська Жанна Федорівна | Сільський голова, 1967 року народження, освіта вища, член Партії регіонів | 31.10.2010   |                 |

Примітка: таблиця складена за даними джерела

## Історія
Створена 1923 року в складі сіл Дреники та Стовпів Красносільської волості Полонського повіту Волинської губернії.
Станом на 1 вересня 1946 року сільська рада входила до складу Чуднівського району Житомирської області, на обліку в раді перебували села Дреники та Стовпів.
8 червня 1960 року, відповідно до рішення Житомирського облвиконкому № 593 «Про укрупнення деяких сільських рад Чуднівського р-н», територію та населені пункти ради приєднано до складу Будичанської сільської ради Чуднівського району. Відновлена 26 червня 1992 року, відповідно до рішення Житомирської обласної ради «Про внесення змін в адміністративно-територіальний устрій окремих районів», в складі Чуднівського району з підпорядкуванням сіл Дреники та Стовпів.
Ліквідована 15 січня 2019 року через об'єднання до складу Чуднівської міської територіальної громади Чуднівського району Житомирської області.
Входила до складу Любарського (7.03.1923 р.) та Чуднівського (21.08.1924 р., 26.06.1992 р.) районів.